# Kastane

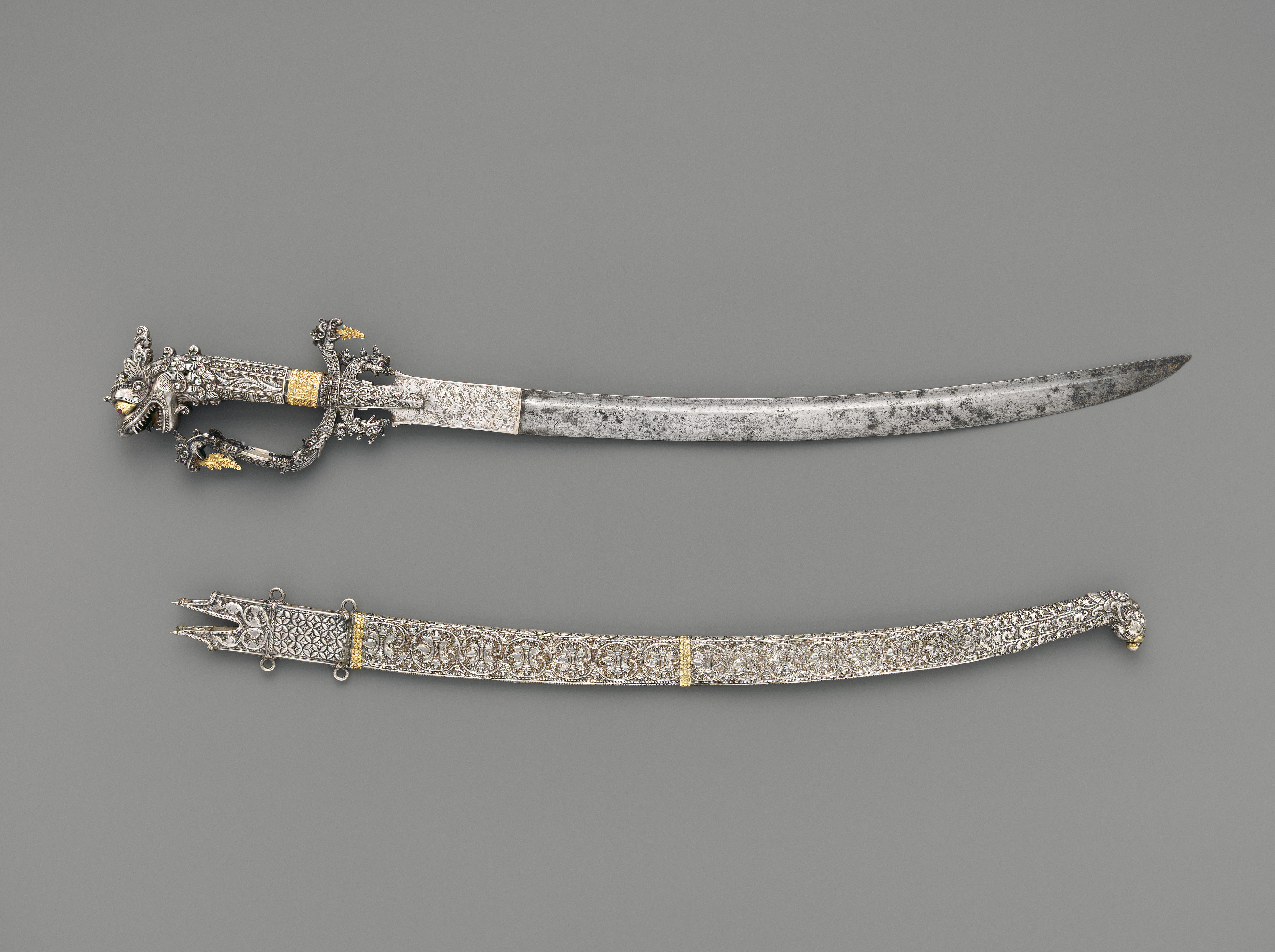
Une épée et un fourreau Kasthane datant du XVIIIe siècle.

Un kastane ou kasthane est une courte épée traditionnelle cérémonielle ou décorative sri-lankaise à un tranchant. 

## Histoire
Le Sendai City Museum expose la plus ancienne garde de kastane Lion ayant appartenu au daimyō Hasekura Tsunenaga datant d'environ 1600. Hasekura Tsunenaga datant d'environ 1600 qui avait été achetée aux Philippines, bien que sur une lame hybride. Une représentation de la même lame avec une poignée différente dans la main d'un chef cinghalais que l'on pense être Kuruvita Rala ou Rathnayake Mudiyanse, est exposée sur une dalle de pierre portugaise près du Maha Saman devalaya, Ratnapura. 
La plus ancienne représentation d'un kastane avec une garde « Makara » datant de la même période est exposée au Royal Armouries Museum sur une peinture du colonel Alexander Popham, commandant d'un régiment de dragons pendant la guerre civile anglaise,.
En 1807, l'épée était un indicateur du rang officiel, de sorte que les personnes les plus haut placées dans ce que l'on pourrait décrire comme un chef autochtone portaient une arme plus richement ornée, ce qui était également le cas, bien que dans une moindre mesure, pendant les périodes portugaise et hollandaise. Il est probable qu'il s'agisse d'une arme locale, même si elle a pu être inspirée par les épées européennes apportées par les Portugais à Ceylan ou importées par les marchands de mer musulmans. La forme de base étant richement ornée, il est presque impossible de désigner un modèle de base, bien que l'Italie du Nord ou la Vénétie semblent plausibles. Une poignée de poignard de l'Inde du Sud du XVIe siècle illustre ce qui pourrait être la forme de base de la poignée. La lame est de différentes tailles et peut être droite ou légèrement courbée. Elles sont généralement à un seul tranchant, bien qu'aiguisées des deux côtés à partir de la pointe vers l'arrière, sur une distance d'environ 8 pouces, et à partir de la période hollandaise, elles sont le plus souvent fabriquées en Europe (Solingen), l'interruption de la production locale de lames étant le résultat de la présence coloniale et de l'importation d'acier étranger moins cher.

## Dans la culture

Drapeau du Sri Lanka.

Elle est présente sur le drapeau du Sri Lanka. 